# Ganirelix
Le ganirelix est un médicament utilisé en procréation médicale assistée. Il est vendu entre autres sous les marques Orgalutran.

## Mode d'action
C'est un antagoniste de la gonadolibérine. Il agit en bloquant les récepteurs de cette dernière, ce qui diminue la LH et arrête donc l'ovulation jusqu'à ce qu'elle soit souhaitée.

## Usage médical
C'est un médicament utilisé en procréation médicalement assistée pour prévenir l'ovulation précoce. Cela peut augmenter le nombre d’ovules appropriés disponibles pour la fécondation in vitro. Il est administré par injection sous la peau.

## Effets secondaires
Les effets secondaires les plus courants sont les douleurs abdominales, les maux de tête, les saignements vaginaux, les nausées et le syndrome d'hyperstimulation ovarienne. Il ne doit pas être utilisé chez les personnes allergiques au latex. Il ne doit pas être utilisé en cas de grossesse,.

## Histoire
Ganirelix a été approuvé pour un usage médical aux États-Unis en 1999 et en Europe en 2000,. Aux États-Unis, 5 doses de 0,25 mg coûtent environ 380 dollar américain  à partir de 2021.